# Coelioxys paludicola
Coelioxys paludicola är en biart som beskrevs av Embrik Strand 1911. Coelioxys paludicola ingår i släktet kägelbin, och familjen buksamlarbin. Inga underarter finns listade i Catalogue of Life.